# Mamady Doumbouya
Mamady Doumbouya (ook: Mamadi Doumbouya) (Kankan (regio), 4 maart 1980) is een Guinees militair met de rang van kolonel. Hij is de leider van de coupplegers die de Guinese president Alpha Condé op 5 september 2021 gevangen namen. Sinds 1 oktober 2021 is hij de interim-president van zijn land.

## Biografie
Doumbouya behoort tot de etnische groep Malinke uit de regio Kankan. Hij volgde militaire opleidingen in Israël, Senegal, Gabon en Frankrijk. Hij diende verschillende jaren in het Frans Vreemdelingenlegioen en nam deel aan militaire missies in Afghanistan, Ivoorkust, Djibouti en de Centraal-Afrikaanse Republiek. Hij was actief in het kader van persoonlijke beschermingsmissies in Israël, Cyprus, het Verenigd Koninkrijk en Guinee. In 2018 werd Doumbouya door president Condé gevraagd terug te keren naar Guinee om leiding te geven aan een nieuwe militaire elite-eenheid.
Onder leiding van Doumbouya arresteerden militairen op 5 september 2021 president Condé. Doumbouya beschuldigde de regering van wanbestuur en verklaarde dat hij de grondwet buiten werking had gesteld en de regering had ontbonden. Hij kondigde de sluiting van de landsgrenzen aan en de vorming van een overgangsregering.
Op 1 oktober 2021 werd Doumbouya beëdigd als interim-president.